# Diego Núñez (calciatore 2002)
Diego Nicolá Núñez de León (Montevideo, 22 febbraio 2002) è un calciatore uruguaiano, centrocampista del Miramar Misiones.

## Carriera
Núñez è cresciuto nel settore giovanile del Miramar Misiones, con cui ha debuttato il 23 luglio 2022 nell'incontro di Segunda División pareggiato 1-1 contro il Progreso. La stagione successiva ha contribuito con 29 presenze alla vittoria del campionato ed al ritorno del club in Primera División a dieci anni di distanza dall'ultima partecipazione.
Ha segnato il suo primo gol il 21 aprile 2024 al 90' della trasferta vinta 2-1 sul campo del Dep. Maldonado.

## Statistiche

### Presenze e reti nei club
Statistiche aggiornate al 30 aprile 2024.
| Stagione        | Squadra          | Campionato      | Campionato | Campionato | Coppe nazionali | Coppe nazionali | Coppe nazionali | Coppe continentali | Coppe continentali | Coppe continentali | Altre coppe | Altre coppe | Altre coppe | Totale | Totale | Totale |
| Stagione        | Squadra          | Comp            | Pres       | Reti       | Comp            | Pres            | Reti            | Comp               | Pres               | Reti               | Comp        | Pres        | Reti        | Pres   | Reti   |        |
| --------------- | ---------------- | --------------- | ---------- | ---------- | --------------- | --------------- | --------------- | ------------------ | ------------------ | ------------------ | ----------- | ----------- | ----------- | ------ | ------ | ------ |
| 2022            | Miramar Misiones | SD              | 10         | 0          | CU              | 0               | 0               |                    | -                  | -                  |             | -           | -           | 10     | 0      |        |
| 2023            | Miramar Misiones | SD              | 29         | 0          | CU              | 2               | 0               |                    | -                  | -                  |             | -           | -           | 31     | 0      |        |
| 2024            | Miramar Misiones | PD              | 4          | 0          | CU              | 0               | 0               | CS                 | 0                  | 0                  |             | -           | -           | 4      | 0      |        |
| Totale carriera | Totale carriera  | Totale carriera | 45         | 1          |                 | 2               | 0               |                    | -                  | -                  |             | -           | -           | 47     | 1      |        |

## Palmarès

### Club

#### Competizioni nazionali
- Segunda División: 1

Miramar Misiones: 2023